# Álex Márquez
Álex Márquez (Cervera, 23 de abril de 1996) é um motociclista espanhol, atualmente compete na MotoGP pela BK8 Gresini Racing. Em 2012 Márquez sagrou-se vencedor do Campeonato Espanhol de Moto3, já em 2014 venceu o Campeonato Mundial de Moto3 e em 2019 venceu o de Moto2 pela equipa Estrella Galicia 0,0 Marc VDS. Álex Márquez tornou-se o primeiro motociclista a ganhar um título na Moto3 e Moto2. Ele é irmão do também motociclista Marc Márquez, os quais se tornaram os primeiros irmãos a ganhar títulos mundiais de motociclismo no mesmo ano, um feito repetido em 2019 quando ele venceu o campeonato mundial de Moto2 e Marc o campeonato mundial de MotoGP.  

## Carreira
Campeonato do Mundo de Moto3
Álex Márquez fez sua estreia na Moto3 em 2012 , o qual veio a vencer o campeonato de Moto3 em 2014.
Campeonato do Mundo de Moto2
Em 2015 Márquez subiu para o Campeonato do Mundo de Moto2 com a equipa Estrella Galicia 0,0 Marc VDS o qual terminou em 14° classificado. Em 2016 Álex esteve um pouco melhor em relação à sua temporada anterior e subiu ao pódio no GP de Aragão, terminando o ano em 13° classificado. Em 2017 venceu a sua primeira corrida de Moto2 no GP da Espanha, terminando a época em 4° na classificação geral, seguida de outro 4° lugar em 2018. Álex venceu o campeonato mundial de Moto2 de 2019, garantindo um duplo campeonato para os irmãos Márquez. Álex Márquez também foi o primeiro piloto a ganhar um título na Moto3 e Moto2.
Campeonato do Mundo de MotoGP
Na temporada de 2020, Álex se juntou ao irmão Marc na Repsol Honda Team. Álex pilotou a moto do compatriota Jorge Lorenzo, que anunciou aposentadoria na temporada que passou (2019). Em sua temporada de estreia, Álex conseguiu dois pódios: 2º nos GPs: Argentina e Aragão.
Na temporada de 2021 e 2022, ele se juntou à LCR Honda Castrol, em parceria com Takaaki Nakagami. Nas duas temporadas, o espanhol não subiu nenhuma vez ao pódio.
Em 2023, ele se juntou à Gresini Racing e tendo o italiano Fabio Di Giannantonio como companheiro de equipe. Álex conquistou sua primeira pole position no GP da Argentina e dois pódios: 3º na Argentina e 2º na Malásia.
A temporada de 2024, ele foi ao pódio apenas no GP da Alemanha.
Na temporada de 2025, ele venceu o GP da Espanha, sua primeira vitória na carreira. Ele e Marc Márquez se tornaram os primeiros irmãos a vencer na principal categoria de motociclismo.